# 死亡日記 (電視劇)
《死亡日記》原本是亞洲電視於2006年播出的電視劇集《香港奇案實錄》中的其中一個單元劇。題材取自藍田童黨虐殺少女案，由於當時案件仍在審理，結果故臨時抽起不播，直至2007年7月16日至17日才作播出，全劇共兩集。

## 演員表
- 鮑起靜 飾 芝母
- 鄭恕峰 飾 芝父
- 黃子雄 飾 李Sir
- 董南菲 飾 蔣柏芝
- 吳廷燁 飾 芝兄
- 陳樂文 飾 阿強
- 吳永金 飾 廖志佳
- 葉婷芝 飾 B女
- 杜秋霞 飾 Kelly

## 收視
以下為該劇於亞洲電視首播之收視紀錄(16/07/2007-17/07/2007)：
| 週次 | 日期                  | 平均收視 |
| ---- | --------------------- | -------- |
| 1    | 2007年7月16日-7月17日 | 3點      |